# Philipp Kundratitz
Philipp Kundratitz (ur. 15 listopada 1995 w Innsbrucku) – austriacki snowboardzista, specjalizujący się w konkurencjach Big Air i Slopestyle. Jak do tych czas nie startował na igrzyskach olimpijskich, ani na mistrzostwach świata. Najlepsze wyniki w Pucharze Świata osiągnął w sezonie 2013/2014, kiedy to zajął 34. miejsce w klasyfikacji generalnej (AFU), a w klasyfikacji Slopestyle’u był 9.

## Sukcesy

### Puchar Świata

#### Miejsca w klasyfikacji generalnej
- 2012/2013 – 182.
- 2013/2014 – 34.

#### Pozostałe miejsca na podium w zawodach
1. Kreischberg – 6 marca 2014 (Slopestyle) – 3. miejsce